# 8356 Wadhwa
8356 Wadhwa (1989 RO2) là một tiểu hành tinh vành đai chính được phát hiện ngày 3 tháng 9 năm 1989 bởi C. S. Shoemaker và E. M. Shoemaker ở Đài thiên văn Palomar.